# Manuseule
Die Manuseule (Tyto manusi) auch Manus-Schleiereule ist eine Art aus der Gattung der Schleiereulen, die nur auf der Insel Manus nordöstlich von Neuguinea vorkommt. Die Art gilt ähnlich wie die Molukkeneule als sehr selten und ist möglicherweise in ihrem Bestand bedroht. Sie wurde letztmals 1934 beobachtet.

## Merkmale
Die Manuseule erreicht eine Körpergröße von etwa 41 bis 46 Zentimetern. Die Weibchen sind grundsätzlich etwas größer als die Männchen. Die Manuseule ähnelt in ihrem Erscheinungsbild der Neuhollandeule. Sie hat das typische herzförmige Gesicht der Schleiereulen. Ihre Körperoberseite ist graubraun mit weißen und schwarzen Flecken. Die Körperunterseite ist weißlich und wird am Unterbauch blass ockerfarben. Die Brust ist bräunlich gefleckt. Über das Lautrepertoire dieser Schleiereulenart ist nichts bekannt. Ihr Lebensraum scheinen Regenwälder zu sein. Claus König vermutet, dass sie auf der Insel überwiegend in höheren Lagen vorkommt. Ihr Nahrungsspektrum sind kleine Säugetiere und andere kleine Wirbeltiere. Vermutlich gehören auch größere Insekten zu ihrem Beutespektrum. Über die Fortpflanzungsbiologie dieser Art ist nichts bekannt.

## Etymologie und Forschungsgeschichte
Die Erstbeschreibung des Manuseule erfolgte 1914 durch Walter Rothschild und Ernst Hartert unter dem Namen Tyto manusi. Das Typusexemplar wurde auf Manus gesammelt. Bereits 1821 führte Gustaf Johan Billberg die neuen Gattung Tyto ein. Dieser Name leitet sich aus den griechischen Wort τυτω, τυτους tutō, tutous für „Eule, Nachteule“ ab. Das Artepitheton manusi wurde nach dem Sammelort des Typusexemplars benannt. Neuere melekular phylogenetische Untersuchungen legen nahe, dass es sich bei der Manuseule um eine Unterart der Neuhollandeule handelt. Ein zweites Exemplar wurde von Bernardus van Klaarwater (1896–1943) bei Bundrelis gesammelt und kam dem Museum für Naturkunde über Pater Otto Meyer (1877–1937) zu.

## Belege

### Einzelbelege
1. 1 2 3  König et al., S. 223
2. 1 2  Walter Rothschild, 2. Baron Rothschild u. a. (1914), S. 291–292.
3. ↑  Gustaf Johan Billberg, Tableau A.
4. ↑  Tyto The Key to Scientific Names Edited by James A. Jobling
5. ↑  Knud Andreas Jønsson u. a. (2013), S. 51–61.
6. ↑  Vera Uva u. a. (2018), S. 127–137.
7. ↑  Erwin Stresemann (1923), S. 153.